# Carlos Javier Cuéllar Jiménez
Carlos Javier Cuéllar Jiménez (Madrid, 23 d'agost de 1981) és un futbolista madrileny, que ocupa la posició de defensa.

## Trajectòria
Després de passar per modestos equips madrilenys, com el Pegaso o el San Federico, fitxa pel CD Calahorra, de Tercera Divisió. El 2001 puja dues categories al recalar a les files del CD Numancia. Passa dues campanyes a Sòria, destacant a la temporada 02/03, el que li val la seua incorporació al CA Osasuna, de primera divisió. Amb els de Pamplona aconsegueix quedar quart de la taula, classificar-se per a la Champions League o ser finalista a la Copa del Rei del 2005.
El juliol del 2007, marxa al Rangers F.C. per 2,37 milions de lliures. Va fer una gran temporada, que li valdre el premi a Jugador del mes d'agost de la Scottish Premier League. L'1 de setembre aconseguia el seu primer gol amb els escocesos.
El defensa va continuar a bon nivell amb els de Glasgow. Va ser expulsat per aturar amb la mà un xut a porta de Shunsuke Nakamura, contra els rivals del Celtic de Glasgow. Es va decretar penalt que a les postres va ser aturat pel porter Allan McGregor. A les postres, el seu bon nivell li va valdre el títol de Jugador de l'Any de la competició. A més a més, també va ser reconegut Jugador de l'Any per l'Associació Escocesa de Redactors de Futbol.
A l'iniciar-se la campanya 08/09 es lesiona, sense arribar a jugar, i als pocs dies és traspassat a l'Aston Villa FC. Va sumar un total de 65 partits en una sola temporada, sumant tota mena de partits.
s'incorpora al conjunt anglés a l'agost del 2008, per 7,8 milions de lliures. Hi va debutar a la Premier League el 21 de setembre, davant el West Bromwich Albion.

## Títols
- Copa d'Escòcia: 07/08
- Copa de la Lliga escocesa: 07/08